# 분지 유형 이론
논리학에서 분지 유형 이론(分枝類型理論, 영어: ramified type theory, 약자 RTT) 또는 복잡 유형 이론(複雜類型理論)은 단순 유형 이론보다 더 세분된 유형을 사용하는 논리 체계이다.:Chapter 2

## 정의
다음과 같은 데이터가 주어졌다고 하자. (여기서 {\displaystyle \mathbb {N} }은 음이 아닌 정수의 집합이다.)
- 최대 원소를 갖지 않는 가산 무한 정렬 전순서 집합 {\displaystyle ({\mathcal {V}},\leq _{\mathcal {V}})}. 그 원소를 변수(變數, 영어: variable)라고 한다.
- 집합 {\displaystyle {\mathcal {A}}}. 그 원소를 개체(個體, 영어: individual)라고 한다.
- 집합 {\displaystyle {\mathcal {R}}} 및 함수 {\displaystyle \operatorname {arity} _{\mathcal {R}}\colon {\mathcal {R}}\to \mathbb {N} }. 각 {\displaystyle n\in \mathbb {N} }에 대하여, {\displaystyle \operatorname {arity} _{\mathcal {R}}^{-1}(n)}의 원소를 {\displaystyle n}항 관계({\displaystyle n}項關係, 영어: {\displaystyle n}-ary relation)라고 한다.

그렇다면, {\displaystyle ({\mathcal {V}},\leq _{\mathcal {V}},{\mathcal {A}},{\mathcal {R}},\operatorname {arity} _{\mathcal {R}})}에 대한 분지 유형 이론은 다음과 같다.

### 분지 유형
분지 유형 이론에서 사용되는 분지 유형(分枝類型, 영어: ramified type)과 이들의 차수(次數, 영어: order)는 다음과 같다.
- {\displaystyle \iota ^{0}}은 0차 분지 유형이다.
- {\displaystyle d_{1},\dots ,d_{n}}차 분지 유형 {\displaystyle \tau _{1}^{d_{1}},\dots ,\tau _{n}^{d_{n}}} 및 자연수 {\displaystyle d>\max\{d_{1},\dots ,d_{n}\}}에 대하여, {\displaystyle (\tau _{1}^{d_{1}},\dots ,\tau _{n}^{d_{n}})^{d}}는 {\displaystyle d}차 분지 유형이다.

이들 가운데, 술어적 분지 유형(述語的分枝類型, 영어: predicative ramified type)은 다음과 같다.
- {\displaystyle \iota ^{0}}은 술어적 분지 유형이다.
- {\displaystyle d_{1},\dots ,d_{n}}차 술어적 분지 유형 {\displaystyle \tau _{1}^{d_{1}},\dots ,\tau _{n}^{d_{n}}}에 대하여, {\displaystyle (\tau _{1}^{d_{1}},\dots ,\tau _{n}^{d_{n}})^{\max\{d_{1},\dots ,d_{n}\}+1}}는 술어적 분지 유형이다. ({\displaystyle n=0}일 경우, {\displaystyle ()^{0}}은 술어적 분지 유형이다.)

술어적 분지 유형은 차수를 생략한 채 {\displaystyle \iota }와 {\displaystyle (\tau _{1},\dots ,\tau _{n})}으로 쓸 수 있다.
분지 유형 이론의 문맥(文脈, 영어: context)은 유한 개의 변수의 집합과 분지 유형의 집합 사이의 함수이다. 문맥은 변수 {\displaystyle x}와 분지 유형 {\displaystyle \tau ^{d}}의 순서쌍 {\displaystyle x{:}\tau ^{d}}들의 유한 집합으로 여길 수 있다. 이 경우, 문맥 {\displaystyle \Gamma }의 정의역(定義域, 영어: domain)은 다음과 같이 나타낼 수 있다.
{\displaystyle \operatorname {dom} (\Gamma )=\{x|x{:}\tau ^{d}\in \Gamma \}}

### 논리식
분지 유형 이론의 유사 논리식(類似論理式, 영어: pseudoformula)은 다음과 같다.
- {\displaystyle n}항 관계 {\displaystyle R} 및 변수 또는 개체 {\displaystyle p_{1},\dots ,p_{n}}에 대하여, {\displaystyle R(p_{1},\dots ,p_{n})}은 유사 논리식이다.
  - {\displaystyle n=0}일 경우 유사 논리식 {\displaystyle R()}은 0항 관계 {\displaystyle R}와 구분되어야 한다. 분지 유형 이론에서 {\displaystyle n}항 관계는 유사 논리식이 아니다.
- 변수 {\displaystyle x} 및 유한 개의 변수 또는 개체 또는 유사 논리식 {\displaystyle p_{1},\dots ,p_{n}}에 대하여, {\displaystyle x(p_{1},\dots ,p_{n})}는 유사 논리식이다.
  - {\displaystyle n=0}일 경우 유사 논리식 {\displaystyle x()}은 변수 {\displaystyle x}와 구분되어야 한다. 분지 유형 이론에서 변수나 개체는 유사 논리식이 아니다.
- 유사 논리식 {\displaystyle \phi ,\psi }에 대하여, {\displaystyle \phi \lor \psi }와 {\displaystyle \lnot \phi }는 유사 논리식이다.
- 유사 논리식 {\displaystyle \phi } 및 그 자유 변수 {\displaystyle x\in \operatorname {FVar} (\phi )} 및 분지 유형 {\displaystyle \tau ^{d}}에 대하여, {\displaystyle \forall x{:}\tau ^{d}\phi }는 유사 논리식이다.

유사 논리식의 집합을 {\displaystyle {\mathcal {P}}}라고 하자. 또한 각 유사 논리식 {\displaystyle \phi }에 대하여, {\displaystyle \operatorname {Var} (\phi )}가 {\displaystyle \phi } 속에 등장하는 모든 변수의 집합이라고 하고,
{\displaystyle x_{1}^{\phi }<_{\mathcal {V}}\cdots <_{\mathcal {V}}x_{|{\operatorname {FVar} (\phi )}|}^{\phi }}
가 {\displaystyle \phi }의 모든 자유 변수라고 하자.
문맥 {\displaystyle \Gamma }에서 개체 또는 유사 논리식 {\displaystyle \phi }가 분지 유형 {\displaystyle \tau ^{d}}를 갖는다는 것은 {\displaystyle \Gamma \vdash \phi {:}\tau ^{d}}로 표기하며, 다음과 같이 재귀적으로 정의된다. (여기서 {\displaystyle \vdash \phi {:}\tau ^{d}}는 {\displaystyle \varnothing \vdash \phi {:}\tau ^{d}}를 뜻한다.)
- 개체 {\displaystyle a}에 대하여, {\displaystyle \vdash a{:}\iota ^{0}}이다.
- {\displaystyle n}항 관계 {\displaystyle R} 및 개체 {\displaystyle a_{1},\dots ,a_{n}}에 대하여, {\displaystyle \vdash R(a_{1},\dots ,a_{n}){:}()^{1}}이다.
- (논리 연산) 문맥 {\displaystyle \Gamma ,\Delta } 및 유사 논리식 {\displaystyle \phi ,\psi } 및 분지 유형 {\displaystyle (\tau _{1}^{d_{1}},\dots ,\tau _{n}^{d_{m}})^{d},({\tau _{1}'}^{d_{1}'},\dots ,{\tau _{n}'}^{d_{n}'})^{d'}}에 대하여, 만약 {\displaystyle \Gamma \vdash \phi {:}(\tau _{1}^{d_{1}},\dots ,\tau _{n}^{d_{m}})^{d}}이며, {\displaystyle \Delta \vdash \psi {:}({\tau _{1}'}^{d_{1}'},\dots ,{\tau _{n}'}^{d_{n}'})^{d'}}이며, {\displaystyle \max \operatorname {dom} (\Gamma )<\min \operatorname {dom} (\Delta )}라면,{\displaystyle \Gamma \cup \Delta \vdash \phi \lor \psi {:}(\tau _{1}^{d_{1}},\dots ,\tau _{n}^{d_{m}},{\tau _{1}'}^{d_{1}'},\dots ,{\tau _{n}'}^{d_{n}'})^{\max\{d,d'\}}}{\displaystyle \Gamma \vdash \lnot \phi {:}(\tau _{1}^{d_{1}},\dots ,\tau _{n}^{d_{m}})^{d}}이다.
- (한정) 문맥 {\displaystyle \Gamma } 및 유사 논리식 {\displaystyle \phi } 및 {\displaystyle i\in \{1,\dots ,|{\operatorname {FVar} (\phi )}|\}} 및 분지 유형 {\displaystyle (\tau _{1}^{d_{1}},\dots ,\tau _{n}^{d_{n}})^{d}}에 대하여, 만약 {\displaystyle \Gamma \cup \{x_{i}^{\phi }{:}\tau _{i}^{d_{i}}\}\vdash \phi {:}(\tau _{1}^{d_{1}},\dots ,\tau _{n}^{d_{n}})^{d}}라면,{\displaystyle \Gamma \vdash \forall x_{i}^{\phi }{:}\tau _{i}^{d_{i}}\phi {:}(\tau _{1}^{d_{1}},\dots ,\tau _{i-1}^{d_{i-1}},\tau _{i+1}^{d_{i+1}},\dots ,\tau _{n}^{d_{n}})^{d}}이다.
- (매개 변수에 대한 추상화) 문맥 {\displaystyle \Gamma } 및 유사 논리식 {\displaystyle \phi } 및 그 개체이거나 유사 논리식인 매개 변수 {\displaystyle \psi \in \operatorname {Par} (\phi )\cap ({\mathcal {A}}\cup {\mathcal {P}})} 및 분지 유형 {\displaystyle (\tau _{1}^{d_{1}},\dots ,\tau _{n}^{d_{n}})^{d},\tau _{n+1}^{d_{n+1}}} 및 변수 {\displaystyle y>\max \operatorname {dom} (\Gamma )}에 대하여, 만약 {\displaystyle \Gamma \vdash \phi {:}(\tau _{1}^{d_{1}},\dots ,\tau _{n}^{d_{n}})^{d}}이며 {\displaystyle \Gamma \vdash \psi {:}\tau _{n+1}^{d_{n+1}}}이라면,{\displaystyle \{x{:}\tau ^{d}\in \Gamma \cup \{y{:}\tau _{n+1}^{d_{n+1}}\}|x\in \operatorname {Var} ((\phi )_{\Gamma ,\psi ,y})\}\vdash (\phi )_{\Gamma ,\psi ,y}{:}(\tau _{1}^{d_{1}},\dots ,\tau _{n+1}^{d_{n+1}})^{\max\{d,d_{n+1}+1\}}}이다. 여기서 {\displaystyle (\phi )_{\Gamma ,\psi ,y}}는 {\displaystyle \phi }에 등장하는 {\displaystyle \psi }와 αΓ-동치인 각 매개 변수 {\displaystyle \psi '}를 {\displaystyle y}로 대체하여 얻는 유사 논리식이다. (《수학 원리》에서 이는 {\displaystyle (\tau _{1}^{d_{1}},\dots ,\tau _{n}^{d_{n}})^{d}}가 술어적 분지 유형인 경우로 제한된다.)
- (논리식에 대한 추상화) 문맥 {\displaystyle \Gamma } 및 유사 논리식 {\displaystyle \phi } 및 분지 유형 {\displaystyle (\tau _{1}^{d_{1}},\dots ,\tau _{n}^{d_{n}})^{d}} 및 변수 {\displaystyle y>\max \operatorname {dom} (\Gamma )}에 대하여, 만약 {\displaystyle \Gamma \vdash \phi {:}(\tau _{1}^{d_{1}},\dots ,\tau _{n}^{d_{n}})^{d}}이라면,{\displaystyle \{x{:}\tau ^{d}\in \Gamma \cup \{y{:}(\tau _{1}^{d_{1}},\dots ,\tau _{n}^{d_{n}})^{d}\}|x\in \operatorname {FVar} (\phi )\cup \{y\}\}\vdash y(x_{1}^{\phi },\dots ,x_{n}^{\phi }){:}(\tau _{1}^{d_{1}},\dots ,\tau _{n}^{d_{n}},(\tau _{1}^{d_{1}},\dots ,\tau _{n}^{d_{n}})^{d})^{d+1}}이다. (이 경우 반드시 {\displaystyle {|{\operatorname {FVar} (\phi )}|}=n}임을 보일 수 있다.) (《수학 원리》에서 이는 {\displaystyle (\tau _{1}^{d_{1}},\dots ,\tau _{n}^{d_{n}})^{d}}가 술어적 분지 유형인 경우로 제한된다.)
- (치환) 문맥 {\displaystyle \Gamma } 및 자유 변수를 갖는 유사 논리식 {\displaystyle \phi } 및 개체 또는 유사 논리식 {\displaystyle \psi } 및 분지 유형 {\displaystyle (\tau _{1}^{d_{1}},\dots ,\tau _{n}^{d_{n}})^{d}}에 대하여, 만약 {\displaystyle \Gamma \cup \{x_{1}^{\phi }{:}\tau _{1}^{d_{1}}\}\vdash \phi {:}(\tau _{1}^{d_{1}},\dots ,\tau _{n}^{d_{n}})^{d}}이며, {\displaystyle \Gamma \vdash \psi {:}\tau _{1}^{d_{1}}}라면,{\displaystyle \{x{:}\tau ^{d}\in \Gamma \cup \{x_{1}^{\phi }{:}\tau _{1}^{d_{1}}\}|x\in \operatorname {Var} (\phi [\psi /x_{1}^{\phi }])\}\vdash \phi [\psi /x_{1}^{\phi }]{:}(\tau _{2}^{d_{2}},\dots ,\tau _{n}^{d_{n}})^{\max(\{d_{2},\dots ,d_{n}\}\cup \{e|\phi [\psi /x_{1}^{\phi }]=\cdots \forall x{:}\tau ^{e}\cdots \})+1}}이다. (이 경우 {\displaystyle \phi [\psi /x_{1}^{\phi }]}는 반드시 정의됨을 보일 수 있다.)
- (약화) 문맥 {\displaystyle \Gamma ,\Delta } 및 유사 논리식 {\displaystyle \phi } 및 분지 유형 {\displaystyle \tau ^{d}}에 대하여, 만약 {\displaystyle \Gamma \vdash \phi {:}\tau ^{d}}이며, {\displaystyle \Gamma \subseteq \Delta }라면, {\displaystyle \Delta \vdash \phi {:}\tau ^{d}}이다.
- (순열) 문맥 {\displaystyle \Gamma } 및 유사 논리식 {\displaystyle \phi } 및 {\displaystyle i\in \{1,\dots ,|{\operatorname {FVar} (\phi )}|\}} 및 분지 유형 {\displaystyle (\tau _{1}^{d_{1}},\dots ,\tau _{n}^{d_{n}})^{d}} 및 변수 {\displaystyle y>\max \operatorname {dom} (\Gamma )}에 대하여, 만약 {\displaystyle \Gamma \cup \{x_{i}^{\phi }{:}\tau _{i}^{d_{i}}\}\vdash \phi {:}(\tau _{1}^{d_{1}},\dots ,\tau _{n}^{d_{n}})^{d}}라면,{\displaystyle \{x{:}\tau ^{d}\in \Gamma \cup \{x_{i}^{\phi }{:}\tau _{i}^{d_{i}},y{:}\tau _{i}^{d_{i}}\}|x\in \operatorname {Var} (\phi [y/x_{i}^{\phi }])\}\vdash \phi [y/x_{i}^{\phi }]{:}(\tau _{1}^{d_{1}},\dots ,\tau _{i-1}^{d_{i-1}},\tau _{i+1}^{d_{i+1}},\dots ,\tau _{n}^{d_{n}},\tau _{i}^{d_{i}})^{d}}이다.

주어진 문맥 속에서, 유사 논리식의 분지 유형은 존재하지 않을 수 있으나, 만약 존재한다면 이는 유일하다. 주어진 유사 논리식은 서로 다른 문맥 속에서 서로 다른 분지 유형을 가질 수 있다. 유사 논리식 {\displaystyle \phi }에 대하여, {\displaystyle \Gamma \vdash \phi {:}\tau ^{d}}인 문맥 {\displaystyle \Gamma }과 {\displaystyle \tau ^{d}}가 존재한다면, {\displaystyle \phi }를 논리식(論理式, 영어: formula)이라고 한다.

## 연산

### 자유 변수, 매개 변수, 재귀 매개 변수
분지 유형 이론의 각 유사 논리식 {\displaystyle \phi }의 자유 변수(自由變數, 영어: free variable)의 집합 {\displaystyle \operatorname {FVar} (\phi )}, 매개 변수(媒介變數, 영어: parameter)의 집합 {\displaystyle \operatorname {Par} (\phi )}, 재귀 매개 변수(再歸媒介變數, 영어: recursive parameter)의 집합 {\displaystyle \operatorname {RPar} (\phi )}은 다음과 같이 재귀적으로 정의된다. (매개 변수와 재귀 매개 변수는 이름과 달리 변수가 아닐 수 있다.)
- {\displaystyle n}항 관계 {\displaystyle R} 및 변수 또는 개체 {\displaystyle p_{1},\dots ,p_{n}}에 대하여,{\displaystyle \operatorname {FVar} (R(p_{1},\dots ,p_{n}))={\mathcal {V}}\cap \{p_{1},\dots ,p_{n}\}}{\displaystyle \operatorname {Par} (R(p_{1},\dots ,p_{n}))=\{p_{1},\dots ,p_{n}\}}{\displaystyle \operatorname {RPar} (R(p_{1},\dots ,p_{n}))=\{p_{1},\dots ,p_{n}\}}
- 변수 {\displaystyle x} 및 유한 개의 변수 또는 개체 또는 유사 논리식 {\displaystyle p_{1},\dots ,p_{n}}에 대하여,{\displaystyle \operatorname {FVar} (x(p_{1},\dots ,p_{n}))={\mathcal {V}}\cap \{x,p_{1},\dots ,p_{n}\}}{\displaystyle \operatorname {Par} (x(p_{1},\dots ,p_{n}))=\{p_{1},\dots ,p_{n}\}}{\displaystyle \operatorname {RPar} (x(p_{1},\dots ,p_{n}))=\{p_{1},\dots ,p_{n}\}\cup \bigcup _{\phi \in {\mathcal {P}}\cap \{p_{1},\dots ,p_{n}\}}\operatorname {RPar} (\phi )}
- 유사 논리식 {\displaystyle \phi ,\psi }에 대하여,{\displaystyle \operatorname {FVar} (\phi \lor \psi )=\operatorname {FVar} (\phi )\cup \operatorname {FVar} (\psi )}{\displaystyle \operatorname {Par} (\phi \lor \psi )=\operatorname {Par} (\phi )\cup \operatorname {Par} (\psi )}{\displaystyle \operatorname {RPar} (\phi \lor \psi )=\operatorname {RPar} (\phi )\cup \operatorname {RPar} (\psi )}{\displaystyle \operatorname {FVar} (\lnot \phi )=\operatorname {FVar} (\phi )}{\displaystyle \operatorname {Par} (\lnot \phi )=\operatorname {Par} (\phi )}{\displaystyle \operatorname {RPar} (\lnot \phi )=\operatorname {RPar} (\phi )}
- 유사 논리식 {\displaystyle \phi } 및 그 자유 변수 {\displaystyle x\in \operatorname {FVar} (\phi )}에 대하여,{\displaystyle \operatorname {FVar} (\forall x\phi )=\operatorname {FVar} (\phi )\setminus \{x\}}{\displaystyle \operatorname {Par} (\forall x\phi )=\operatorname {Par} (\phi )}{\displaystyle \operatorname {RPar} (\forall x\phi )=\operatorname {RPar} (\phi )}

### 치환
변수 또는 개체 또는 유사 논리식 {\displaystyle p,q_{1},\dots ,q_{k}} 및 서로 다른 변수 {\displaystyle x_{1},\dots ,x_{k}}에 대하여,
{\displaystyle p\langle q_{1}/x_{1},\dots ,q_{k}/x_{k}\rangle ={\begin{cases}p&p\not \in \{x_{1},\dots ,x_{k}\}\\q_{j}&p=x_{j}\end{cases}}}
이라고 하자.
유사 논리식 {\displaystyle \phi } 및 변수 또는 개체 또는 유사 논리식 {\displaystyle q_{1},\dots ,q_{k}} 및 서로 다른 변수 {\displaystyle x_{1},\dots ,x_{k}}에 대하여, 치환 실례(置換實例, 영어: substitutional instance) {\displaystyle \phi [q_{1}/x_{1},\dots ,q_{k}/x_{k}]}는 다음과 같이 재귀적으로 정의된다.
- {\displaystyle n}항 관계 {\displaystyle R} 및 변수 또는 개체 {\displaystyle p_{1},\dots ,p_{n},q_{1},\dots ,q_{k}} 및 서로 다른 변수 {\displaystyle x_{1},\dots ,x_{k}}에 대하여,{\displaystyle R(p_{1},\dots ,p_{n})[q_{1}/x_{1},\dots ,q_{k}/x_{k}]=R(p_{1}\langle q_{1}/x_{1},\dots ,q_{k}/x_{k}\rangle ,\dots ,p_{n}\langle q_{1}/x_{1},\dots ,q_{k}/x_{k}\rangle )}
- 변수 {\displaystyle x} 및 및 변수 또는 개체 또는 유사 논리식 {\displaystyle p_{1},\dots ,p_{n},q_{1},\dots ,q_{k}} 및 서로 다른 변수 {\displaystyle x_{1},\dots ,x_{k}}에 대하여,{\displaystyle x(p_{1},\dots ,p_{n})[q_{1}/x_{1},\dots ,q_{k}/x_{k}]={\begin{cases}x(p_{1}\langle q_{1}/x_{1},\dots ,q_{k}/x_{k}\rangle ,\dots ,p_{n}\langle q_{1}/x_{1},\dots ,q_{k}/x_{k}\rangle )&x\not \in \{x_{1},\dots ,x_{k}\}\\q_{i}(p_{1}\langle q_{1}/x_{1},\dots ,q_{k}/x_{k}\rangle ,\dots ,p_{n}\langle q_{1}/x_{1},\dots ,q_{k}/x_{k}\rangle )&x=x_{i},\;q_{i}\in {\mathcal {V}}\\q_{i}[p_{1}\langle q_{1}/x_{1},\dots ,q_{k}/x_{k}\rangle /x_{1}^{q_{i}},\dots ,p_{n}\langle q_{1}/x_{1},\dots ,q_{k}/x_{k}\rangle /x_{n}^{q_{i}}]&x=x_{i},\;q_{i}\in {\mathcal {P}},\;|{\operatorname {FVar} (q_{i})}|=n\end{cases}}}
- 유사 논리식 {\displaystyle \phi ,\psi } 및 변수 또는 개체 또는 유사 논리식 {\displaystyle q_{1},\dots ,q_{k}} 및 서로 다른 변수 {\displaystyle x_{1},\dots ,x_{k}}에 대하여,{\displaystyle (\phi \lor \psi )[q_{1}/x_{1},\dots ,q_{k}/x_{k}]=\phi [q_{1}/x_{1},\dots ,q_{k}/x_{k}]\lor \psi [q_{1}/x_{1},\dots ,q_{k}/x_{k}]}{\displaystyle (\lnot \phi )[q_{1}/x_{1},\dots ,q_{k}/x_{k}]=\lnot (\phi [q_{1}/x_{1},\dots ,q_{k}/x_{k}])}
- 유사 논리식 {\displaystyle \phi } 및 그 자유 변수 {\displaystyle x\in \operatorname {FVar} (\phi )} 및 분지 유형 {\displaystyle \tau ^{d}} 및 변수 또는 개체 또는 유사 논리식 {\displaystyle q_{1},\dots ,q_{k}} 및 서로 다른 변수 {\displaystyle x_{1},\dots ,x_{k}}에 대하여,{\displaystyle (\forall x{:}\tau ^{d}\phi )[q_{1}/x_{1},\dots ,q_{k}/x_{k}]={\begin{cases}\forall x{:}\tau ^{d}(\phi [q_{1}/x_{1},\dots ,q_{k}/x_{k}])&x\not \in \{x_{1},\dots ,x_{n}\}\\\forall x{:}\tau ^{d}(\phi [q_{1}/x_{1},\dots ,q_{i-1}/x_{i-1},q_{i+1}/x_{i+1},\dots ,q_{k}/x_{k}])&x=x_{i}\end{cases}}}

위 경우에 속하지 않는 치환 실례는 정의되지 않는다. 예를 들어, 변수 또는 개체 또는 유사 논리식 {\displaystyle p_{1},\dots ,p_{n},q_{1},\dots ,q_{k}} 및 서로 다른 변수 {\displaystyle x_{1},\dots ,x_{k}}에 대하여, 만약 {\displaystyle q_{i}\in {\mathcal {A}}}이거나, {\displaystyle q_{i}\in {\mathcal {P}}}이며 {\displaystyle q_{i}}의 자유 변수가 정확히 {\displaystyle n}개가 아닐 경우, {\displaystyle x_{i}(p_{1},\dots ,p_{n})[q_{1}/x_{1},\dots ,q_{k}/x_{k}]}는 정의되지 않는다.

### α-동치
두 유사 논리식 {\displaystyle \phi ,\psi }에 대하여, 다음 조건을 만족시키는 전단사 함수 {\displaystyle f\colon {\mathcal {V}}\to {\mathcal {V}}}가 존재한다면, {\displaystyle \phi ,\psi }가 서로 α-순열 동치(α-順列同値, 영어: α-equivalent modulo permutation)라고 한다.
- {\displaystyle \psi }는 {\displaystyle \phi }에 등장하는 각 변수 {\displaystyle x}를 {\displaystyle f(x)}로 대체하여 얻는다. (특히, {\displaystyle f(\operatorname {Var} (\phi ))=\operatorname {Var} (\psi )}이다.)

두 유사 논리식 {\displaystyle \phi ,\psi }에 대하여, 다음 두 조건을 만족시키는 전단사 함수 {\displaystyle f\colon {\mathcal {V}}\to {\mathcal {V}}}가 존재한다면, {\displaystyle \phi ,\psi }가 서로 α-동치(α-同値, 영어: α-equivalent)라고 한다.
- {\displaystyle \psi }는 {\displaystyle \phi }에 등장하는 각 변수 {\displaystyle x}를 {\displaystyle f(x)}로 대체하여 얻는다. (특히, {\displaystyle f(\operatorname {Var} (\phi ))=\operatorname {Var} (\psi )}이다.)
- {\displaystyle f|_{\operatorname {Var} (\phi )}}는 증가 함수이다. 즉, 임의의 {\displaystyle x,y\in \operatorname {Var} (\phi )}에 대하여, {\displaystyle x<_{\mathcal {V}}y\iff f(x)<_{\mathcal {V}}f(y)}

두 유사 논리식 {\displaystyle \phi ,\psi } 및 문맥 {\displaystyle \Gamma }에 대하여, 다음 세 조건을 만족시키는 전단사 함수 {\displaystyle f\colon {\mathcal {V}}\to {\mathcal {V}}}가 존재한다면, {\displaystyle \phi ,\psi }가 서로 αΓ-동치(αΓ-同値, 영어: αΓ-equivalent)라고 한다.
- {\displaystyle \psi }는 {\displaystyle \phi }에 등장하는 각 변수 {\displaystyle x}를 {\displaystyle f(x)}로 대체하여 얻는다. (특히, {\displaystyle f(\operatorname {Var} (\phi ))=\operatorname {Var} (\psi )}이다.)
- {\displaystyle f|_{\operatorname {Var} (\phi )}}는 증가 함수이다. 즉, 임의의 {\displaystyle x,y\in \operatorname {Var} (\phi )}에 대하여, {\displaystyle x<_{\mathcal {V}}y\iff f(x)<_{\mathcal {V}}f(y)}
- 임의의 {\displaystyle x\in {\mathcal {V}}} 및 분지 유형 {\displaystyle \tau ^{d}}에 대하여, {\displaystyle x{:}\tau ^{d}\in \Gamma \iff f(x){:}\tau ^{d}\in \Gamma }

## 역사
버트런드 러셀이 《수학 원리》에서 제시하였다.